# Martin Baturina
Martin Baturina (Split, Croacia, 16 de febrero de 2003) es un futbolista croata que juega como centrocampista en el Como 1907 de la Serie A.

## Selección nacional

### Participaciones en Eurocopas
| Copa          | Sede     | Resultado    | Partidos | Goles |
| ------------- | -------- | ------------ | -------- | ----- |
| Eurocopa 2024 | Alemania | Primera fase | 1        | 0     |

## Estadísticas

### Clubes
Actualizado al último partido disputado el 5 de noviembre de 2024.
| Club                                   | Div.          | Temporada     | Liga  | Liga  | Liga   | Copas nacionales | Copas nacionales | Copas nacionales | Copas internacionales | Copas internacionales | Copas internacionales | Total | Total | Total  |
| Club                                   | Div.          | Temporada     | Part. | Goles | Asist. | Part.            | Goles            | Asist.           | Part.                 | Goles                 | Asist.                | Part. | Goles | Asist. |
| -------------------------------------- | ------------- | ------------- | ----- | ----- | ------ | ---------------- | ---------------- | ---------------- | --------------------- | --------------------- | --------------------- | ----- | ----- | ------ |
| G. N. K. Dinamo de Zagreb II · Croacia | 3.ª           | 2020-21       | 8     | 0     | 0      | —                | —                | —                | —                     | —                     | —                     | 8     | 0     | 0      |
| G. N. K. Dinamo de Zagreb II · Croacia | 3.ª           | 2021-22       | 7     | 1     | 0      | —                | —                | —                | —                     | —                     | —                     | 7     | 1     | 0      |
| G. N. K. Dinamo de Zagreb II · Croacia | Total club    | Total club    | 15    | 1     | 0      | 0                | 0                | 0                | 0                     | 0                     | 0                     | 15    | 1     | 0      |
| G. N. K. Dinamo de Zagreb · Croacia    | 1.ª           | 2020-21       | 2     | 0     | 0      | 0                | 0                | 0                | 0                     | 0                     | 0                     | 2     | 0     | 0      |
| G. N. K. Dinamo de Zagreb · Croacia    | 1.ª           | 2021-22       | 13    | 2     | 4      | 2                | 0                | 0                | 3                     | 0                     | 0                     | 18    | 2     | 4      |
| G. N. K. Dinamo de Zagreb · Croacia    | 1.ª           | 2022-23       | 34    | 6     | 12     | 4                | 0                | 0                | 11                    | 0                     | 0                     | 49    | 6     | 12     |
| G. N. K. Dinamo de Zagreb · Croacia    | 1.ª           | 2023-24       | 32    | 5     | 5      | 4                | 2                | 0                | 15                    | 1                     | 0                     | 51    | 8     | 5      |
| G. N. K. Dinamo de Zagreb · Croacia    | 1.ª           | 2024-25       | 10    | 1     | 6      | 0                | 0                | 0                | 6                     | 1                     | 2                     | 16    | 2     | 8      |
| G. N. K. Dinamo de Zagreb · Croacia    | Total club    | Total club    | 91    | 14    | 27     | 10               | 2                | 0                | 35                    | 2                     | 2                     | 136   | 18    | 29     |
| Total carrera                          | Total carrera | Total carrera | 106   | 15    | 27     | 10               | 2                | 0                | 35                    | 2                     | 2                     | 151   | 19    | 29     |

## Palmarés

### Títulos nacionales
| Título                  | Club                   | País    | Año  |
| ----------------------- | ---------------------- | ------- | ---- |
| Primera Liga de Croacia | G. N. K. Dinamo Zagreb | Croacia | 2021 |
| Copa de Croacia         | G. N. K. Dinamo Zagreb | Croacia | 2021 |
| Primera Liga de Croacia | G. N. K. Dinamo Zagreb | Croacia | 2022 |
| Supercopa de Croacia    | G. N. K. Dinamo Zagreb | Croacia | 2022 |
| Primera Liga de Croacia | G. N. K. Dinamo Zagreb | Croacia | 2023 |
| Supercopa de Croacia    | G. N. K. Dinamo Zagreb | Croacia | 2023 |
| Primera Liga de Croacia | G. N. K. Dinamo Zagreb | Croacia | 2024 |
| Copa de Croacia         | G. N. K. Dinamo Zagreb | Croacia | 2024 |